# Ceahlăul-Stadion
Das Ceahlăul-Stadion ist ein Fußballstadion mit Leichtathletikanlage in der rumänischen Stadt Piatra Neamț. Benannt ist das Stadion nach dem nahegelegenen Gebirge Ceahlăul. Der Fußballverein Ceahlăul Piatra Neamț trägt hier seine Heimspiele aus.

## Geschichte
Das Stadion wurde 1935 eingeweiht und bietet nach einer grundlegenden Renovierung 2007 insgesamt 18.000 Zuschauern Platz. Nur ein kleiner Teil der Haupttribüne ist von einem Dach überdeckt. Die Spielstätte ist für Spiele der UEFA Champions League zugelassen.
Das Finale des rumänischen Pokalwettbewerbes der Saison 2007/08 wurde im Stadion von Piatra Neamț ausgetragen. Der CFR Cluj gewann mit 2:1 gegen Unirea Urziceni und holte zum ersten Mal den Pokal. Auch das Spiel um den Rumänischen Supercup 2011, das Oțelul Galați mit 1:0 gegen Steaua Bukarest für sich entschied, fand hier statt.

## Länderspiele
In den letzten Jahren spielte die rumänische Fußballnationalmannschaft vier Qualifikations-Länderspiele im Ceahlăul-Stadion:
- 28. März 2007:  Rumänien –  Luxemburg 3:0 (Qualifikation für die EM 2008)
- 14. November 2009:  Rumänien –  Färöer 3:1 (Qualifikation für die WM 2010)
- 3. September 2010:  Rumänien –  Albanien 1:1 (Qualifikation für die EM 2012)
- 29. März 2011:  Rumänien –  Luxemburg 3:1 (Qualifikation für die EM 2012)